# Marcel Geisser

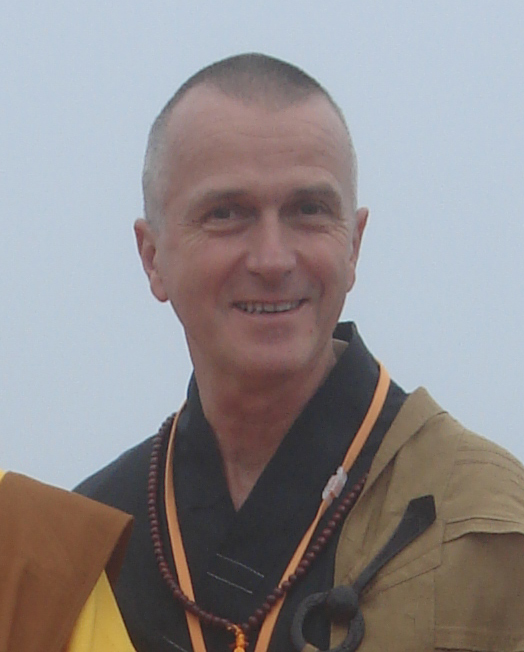
Marcel Geisser

Marcel Geisser (* 1952 in St. Gallen) ist ein Schweizer Zenlehrer, Gründer und Leiter des Hauses Tao in Wolfhalden.

## Leben
Geisser begann bereits 1968 sich mit Buddhismus zu beschäftigen. In den 1970er Jahren praktizierte er tibetischen Buddhismus bei Geshe Rabten und Vipassana in Indien bei S. N. Goenka, in chinesischen, koreanischen und japanischen Klöstern. Ab 1978 machte er Langzeitretreats in den USA in der Insight Meditation Society bei Joseph Goldstein.
Nach einer Ausbildung in Gestalttherapie und Bioenergetische Analyse am ZIST (Zentrum für Individual- und Sozialtherapie) bei Dr. Wolf Büntig arbeitete Geisser über 16 Jahre als Psychotherapeut in eigener Praxis. Auch in dieser Zeit vertiefte er seine Meditationserfahrung bei Lehrern wie dem koreanischen Zen-Meister Ku San, Kyozan Joshu Sasaki, Genro Koudela, Jack Kornfield und Joseph Goldstein. 1990 wurde er Schüler des vietnamesischen Zen-Mönchs Thich Nhat Hanh, von dem er 1994 zum Dharmalehrer (Dharmacharya) geweiht wurde.
1986 gründete Geisser das Meditationszentrum Haus Tao, und 1999 gemeinsam mit einem Schüler- und Freundeskreis den Laienorden Sati-Zen-Sangha und kombiniert insbesondere die Tradition von Vipassana und Zen. Seit 1983 lehrt er in der Schweiz, Deutschland, Österreich und Indien, wo er regelmäßig Vorträge, Seminare und Retreats abhält. Er gibt „vertiefende Weiterbildung“ in buddhistischer Meditation und bildet Zen-Lehrerinnen und Zen-Lehrer in der Sati-Zen-Tradition aus.
Er ist auch bei internationalen Treffen zur Vernetzung der Buddhisten tätig, so im Rahmen der Europäischen Buddhistischen Union und vertritt die Schweizer Buddhisten am World Buddhist Summit in Bangkok 2005, in Japan 2008 und in Vietnam 2010, sowie bei Global Buddhist Congregation in New Delhi 2011. Er ist Mitglied der Schweizerischen Buddhistischen Union, in der er jahrelang in leitender Funktion tätig war. Zudem ist Geisser einer der wenigen buddhistischen Lehrer in der Schweiz, die auch im interreligiösen Dialog tätig sind. So unter anderem 1994–1998 im Buddhistisch-Christlichen Dialog vom Lassalle-Haus, Bad Schönbrunn, Schweiz und an zahlreichen Symposien der Landeskirchen bis heute.
Geisser versucht bei seiner Vermittlung des Buddhismus, die authentische Lehre mit den Gegebenheiten der Menschen im Westen in Einklang zu bringen, was er auch in seinem Buch Die Buddhas der Zukunft zum Ausdruck bringt. Auch im innerbuddhistischen Dialog steht er für ein schulenübergreifendes Verständnis des Buddhismus und eine buddhistische Ökumene in Europa.